# Gille Críst de Mar
Pour les articles homonymes, voir Duncan.
Gille Críst de Mar (mort vers 1203/1207) est le 4e Mormaer de Mar connu, il règne de 1178/1183.

## Biographie
Sa relation familiale avec son prédécesseur le mormaer, Morggán/Morgrund, est imprécise.
Mais il est certain que Gille Críst n'est pas le fils de Morggán, et qu'il lui succède sans doute en 1182/1183 dans le cadre d'une transmission de pouvoir de type gaëlique dans le cadre de la tanistrie. Contrairement à Morggán ; Gille Críst intervient dans de nombreuses chartes royales de Guillaume le Lion. On trouve sa marque dans une douzaine de documents jusqu'à sa mort entre le 29 septembre 1203 et 1207.
Après sa disparition le titre de comte de Mar semble resté vacant car il est contesté entre son héritier Thomas Durward et Malcolm le fils ainé de Morgrund. En 1212 lors de la campagne menée par le roi conte les Meic Uilleim dans le nord l'armée royale est sous le commandement  Thomas de Galloway comte d'Atholl de William Comyn comte de Buchan et des deux prétendants. Cette situation perdure jusqu'à l'avènement du fis cadet de Morgrund, Duncan vers 1222/1228 Un accord semble avoir été conclu entre les parties sous l'égide du roi Alexandre II: Duncan reçoit le titre comtal et contrôle la plus grande partie de la province, Thomas Durward obtient un fief considérable autour du château de Coull qui s'oppose directement à celui de Kildrummy bâti par le comte.

## Unions et Postérité
Gille Críst épouse d'abord une inconnue qui lui donne deux fils, Máel Coluim et Eoin et une fille de nom inconnu qui épouse Máel Coluim, lord de Lundie en Angus, dont le fils Thomas Durward et le petit fils Alan Durward contesteront ensuite l'héritage du comté de Mar à la lignée de Morggán En secondes noces il épouse une certaine, Orabile fille de Ness fils de William qui était veuve de Robert de Quincy et l'héritière  de Leuchars dans le Fife.

## Source de la traduction
- (en) Cet article est partiellement ou en totalité issu de l’article de Wikipédia en anglais intitulé « Gille Críst, Earl of Mar » (voir la liste des auteurs).